# 山路健太
山路 健太（やまじ けんた、1989年8月9日 - ）は、ラグビーユニオンの選手。

## 略歴
三重県出身。
四日市農芸高校時代、主将を務め、第31回高校東西対抗試合に東軍として出場した。
2008年、関東学院大学に入る。
2012年、Honda Heat(現・三重ホンダヒート)に加入。同年10月28日に行われたトップウェストA第4節の大阪府警察戦に途中出場で公式戦初出場を果たす。
2014年、Honda HeatのBKリーダーに就任した。
2025年5月31日、三重ホンダヒート退団を発表。